# Đại học Chaopraya
Đại học Chaopraya là một trường đại học tại tỉnh Nakhon Sawan, Thái Lan. Trường được thành lập năm 1988, hiện có chương trình đại học các chuyên ngành: quản trị kinh doanh, khoa học, nghệ thuật giao tiếp, luật, giáo dục và hành chính. Trường đang có kế hoạch mở thêm các chuyên ngành khác vào năm 2007 như: quản trị khách sạn, nghệ thuật sân khấu và trò chơi điện tử đa phương tiện.